# Dominância masculina

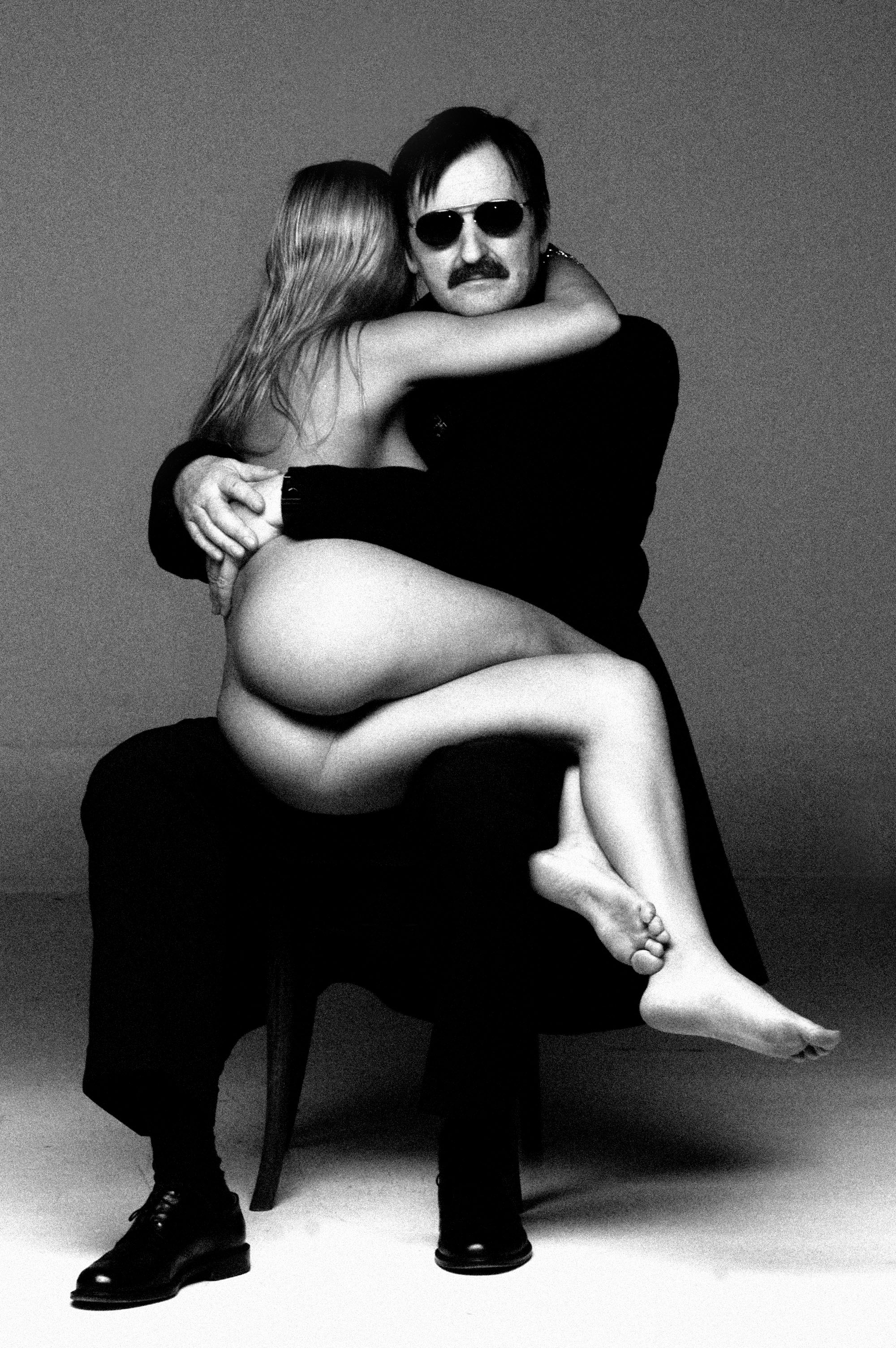
Representação artística de um dominante masculino envolvendo uma submissa nua.

Dominância masculina, ou maledom, é uma prática de BDSM na qual o parceiro dominante é do sexo masculino. Um homem sexualmente dominante nas práticas de BDSM também é conhecido como maledom.
Os maledoms podem ser profissionais ou não profissionais. O termo ProDom é utilizado para designar um dominante masculino profissional que aufere rendimentos atuando como dominante no âmbito da indústria do sexo.
Um maledom que incorpora em seu papel uma figura paternal também é conhecido como Daddy Dom.
Práticas de dominação comuns a muitas relações de BDSM e a diversas outras relações sexuais também são frequentes, tais como várias formas de adoração do corpo – incluindo a adoração do pênis e dos testículos, a adoração das nádegas e a adoração dos pés –, Felação, provocação e negação, punição corporal (incluindo spanking), fustigação e chicoteamento, tortura dos seios, tortura vaginal, negação de orgasmo, humilhação verbal, bofetadas, tapa no rosto, puxão de cabelo, jogo com cera, cuspir, chuvas douradas, Orgasmo forçado, castidade "forçada", e Irrumatio.
A dominância masculina pode ainda ocorrer na forma de homem vestido e mulher nua.
Dominantes masculinos são frequentemente referidos como dom, mestre, proprietário, senhor, capataz, corporalista, chefe ou top. Para alguns, a dominância masculina se restringe a cenários sexuais e íntimos, enquanto para outros ela integra relações BDSM em tempo integral.
Um estudo de 1995 indicou que 71% dos homens heterossexuais preferiam um papel de dominante-iniciador, mas um estudo mais recente, realizado na Alemanha em 2015, indica que 29,5% dos homens ativos no BDSM expressam preferência por um papel dominante, 24% se autodenominam switches e 46,6% preferem o papel submisso.
Outra pesquisa realizada no Colorado, em 2017, contesta essas conclusões e indica que os homens tendem a se autodenominar Dominante, Mestre, Top ou Sádico (DMTS) e desempenham sempre papéis dominantes.

## Cultura popular

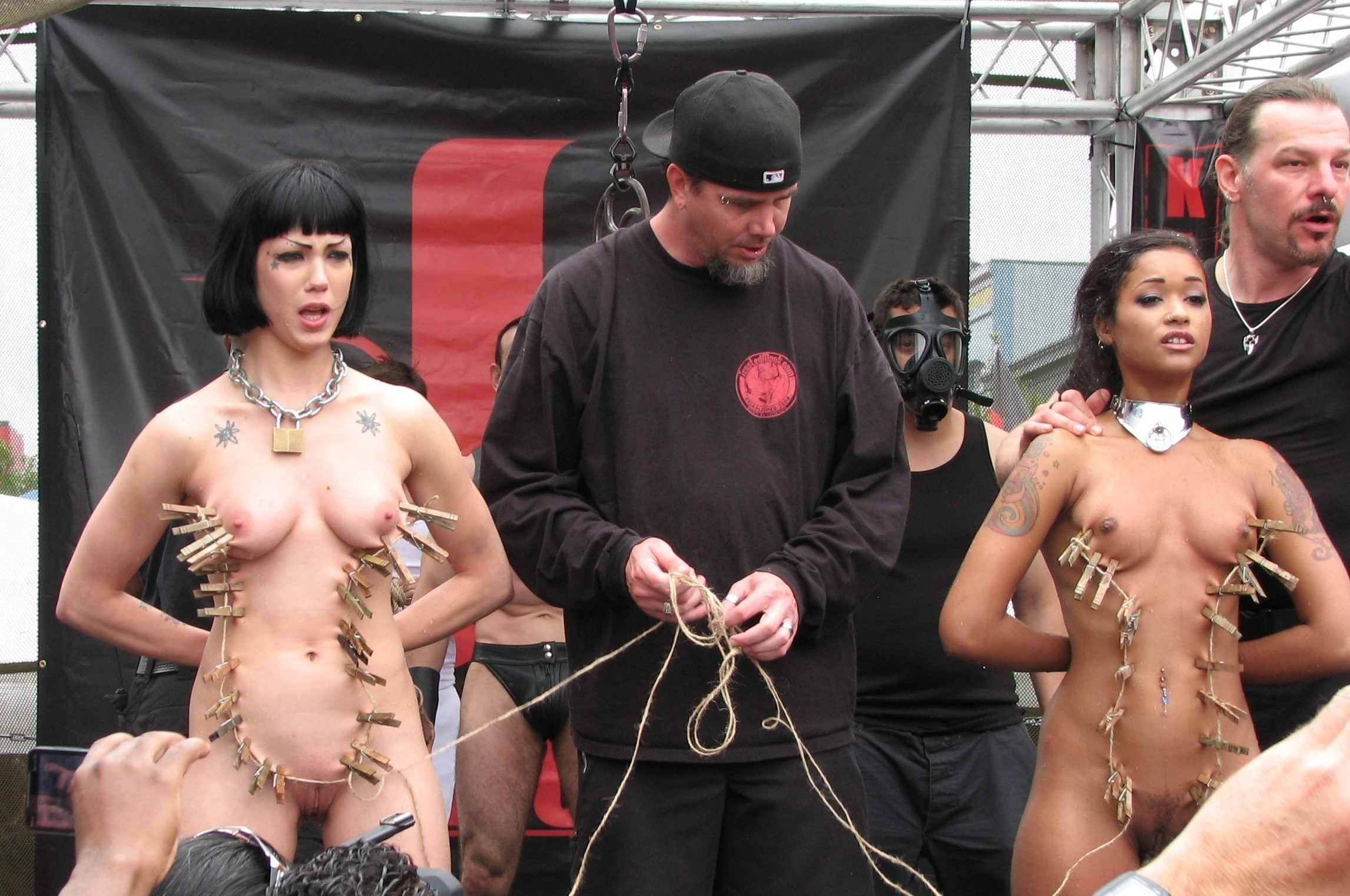
Dominância masculina em público na Folsom Street Fair, EUA

Cenários de maledom são comuns na ficção BDSM, incluindo obras como A História de O e os trabalhos de John Norman e Adrian Hunter. O maledom também se destaca como um gênero em expansão no cinema adulto.
A ficção sobre maledom teve início com as obras do Marquês de Sade, que narrava cenários sexuais em que homens torturavam outrem, sobretudo mulheres. O termo sadismo deriva do nome de de Sade. Desde então, o estilo de vida orientado à dominância masculina consolidou-se como parte significativa da Cena BDSM.
A série de romances Cinquenta Tons de E. L. James está associada à popularização e à normalização do BDSM na cultura dominante. Os livros alcançaram enorme sucesso comercial, com o primeiro volume vendendo mais de 100 milhões de cópias em todo o mundo.
Outras obras incluem:
- John Warren, O Dominante Amoroso, Greenery Press, 2001, ISBN 1-890159-20-4
- Jack Rinella, O Manual do Mestre: Manual da Dominância Erótica, Daedalus Publishing, 1997, ISBN 1-881943-03-8